# Нульова династія
Нульова династія (0 династія, нім. 0 Dynastie, англ. 0 Dynasty) — термін, прийнятий єгиптологами для виокремлення низки правителів додинастичного Єгипту (так званий протодинастичний період). Є не родинним, а хронологічним об'єднанням фараонів близько 3200—3090/3060 років до н. е., що відповідає фазам культури Накада — IIIb1, IIIb2 та ранньому IIIc1.
Фараони цієї групи («династії») царювали у додинастичних царствах — Верхньому, Нижньому чи об'єднаному Єгипті та позиціонуються як попередники представників I династії. Термін «0 династія» не слід плутати з «00 династією», яким, у світлі останніх відкриттів, деякі дослідники почали позначати ще більш ранню групу фараонів — правителів окремих дрібних верхньоєгипетських протодержав.

## Назва
Вперше термін «династія 0» було запропоновано англійським археологом Фліндерсом Пітрі. Незвичайна нумерація пов'язана з тим, що наука виявила сліди діяльності фараонів, що існували раніше за I династію, а це суперечило традиційній періодизації. Фактично термін «династія 0» є штучним, оскільки її правителі об'єднані тільки часовими межами та можуть бути не пов'язані ані родинно, ані территориально — деякі правили у різних державних утвореннях.

## Загальні відомості
Багато висновків сучасних дослідників про діяльність представників 0 династії є гіпотетичними, що пов'язано із вкрай нечисленними археологічними знахідками. Приблизною є і хронологія правління цих фараонів, хоча її часові межі з I династією у працях низки дослідників майже не відрізняється. Відповідно до однієї з останніх версій хронології додинастичного періоду — за Раффаеле у праці 2002 року — фараони 0 династії правили з 3200 до 3090/3060 роки до н. е. (Накада IIIb1, IIIb2 й рання IIIc1 — разом близько 200 років).
Правління фараонів 0 династії припадало на процес політичного об'єднання всього Єгипту. Нині єгиптологам достовірно відомо про існування таких «царств»:
1. верхньоєгипетське «Єраконпольське», зі столицею в Нехені;
2. пізніше, імовірно, влада перейшла до правителів династії з Чені;
3. паралельно існувало царство у Нижньому Єгипті з центром Пер-Уаджіт, надалі завойованим Верхнім Єгиптом[6][7].

## Фараони конфедерації Тініса/Абідоса
Одна з останніх реконструкцій імен та черговості правителів конфедерації з центром у Чені (давньогр. Тініс) та/або Абджу (давньогр. Абідос), подана німецьким єгиптологом Дреєром. У своїх припущеннях він в основному спирався на інтерпретацію графіті з колосів бога Міна (Коптос), протоєрогліфів з бирок з гробниці U-j (Умм ель-Кааб, Абідос) та Лівійської палетки.
| Фараони ідентифіковані на різних артефактах за Дреєром та Раффаеле (зазначено фази Накада й орієнтовні часові межі у роках до нашої ери) |                 |             |              |                   |            |                    |
| Період | Ім'я            | Артефакти   | Артефакти    | Артефакти         | Артефакти  | Артефакти          |
| Період | Ім'я            | Колоси Міна | Гробниця U-j | Лівійська палетка | ММ палетка | Мисливська палетка |
| Імовірні фараони-попередники: Орікс, Раковина, Риба, Слон, Бик, Лелека, Собака, Голова бика, Скорпіон I.                                 |                 |             |              |                   |            |                    |
| IIIb1 (3200—3100) | Сокіл I         | —           | +            | +                 | + ?        | —                  |
| IIIb1 (3200—3100) | Мін             | +           | —            | —                 | —          | —                  |
| IIIb1 (3200—3100) | ?               | —           | —            | + (№ 2)           | —          | —                  |
| IIIb1 (3200—3100) | Сокіл II ?      | —           | —            | + ? (№ 3)         | —          | —                  |
| IIIb1 (3200—3100) | Лев             | +           | —            | +                 | —          | + ?                |
| IIIb1 (3200—3100) | Подвійний Сокіл | —           | —            | +                 | —          | —                  |
| IIIb1 (3200—3100) | ?               | —           | —            | —                 | —          | —                  |
| IIIb2-IIIc1 (3100—2900) | Ірі-Гор         | —           | —            | —                 | —          | —                  |
| IIIb2-IIIc1 (3100—2900) | Ка              | —           | —            | —                 | —          | —                  |
| IIIb2-IIIc1 (3100—2900) | Скорпіон II     | —           | —            | +                 | —          | —                  |
| IIIb2-IIIc1 (3100—2900) | Нармер          | +           | —            | —                 | —          | —                  |